# 中央 (千葉市)
中央（ちゅうおう）とは、千葉県千葉市中央区の地名である。住居表示整備地区で、現行行政地名は中央一丁目から中央四丁目からなる。郵便番号は260-0013。

## 概要
千葉市の中心地である。
南西に本千葉町、北西に富士見、北に栄町、南に市場町、東に本町、南東に亀井町がある。

## 世帯数と人口
2017年（平成29年）9月30日現在の世帯数と人口は以下の通りである。
| 丁目       | 世帯数    | 人口    |
| ---------- | --------- | ------- |
| 中央一丁目 | 232世帯   | 364人   |
| 中央二丁目 | 186世帯   | 301人   |
| 中央三丁目 | 613世帯   | 1,197人 |
| 中央四丁目 | 261世帯   | 395人   |
| 計         | 1,292世帯 | 2,257人 |

## 小・中学校の学区
全域が千葉市立本町小学校および千葉市立葛城中学校の学区に指定されている。

## 施設
- 中央公園
- 千葉中央ツインビル
- 若葉郵便局
- 千葉市中央区役所
  - 千葉市美術館
- Qiball（きぼーる）
- 千葉第2地方合同庁舎
  - 千葉地方検察庁
  - 千葉労働局
- 千葉地方裁判所
  - 千葉家庭裁判所
  - 千葉簡易裁判所
- 千葉県文書館
- 千葉県教育会館本館・新館

## 交通

### 鉄道
- 千葉都市モノレール葭川公園駅

### バス
京成バス、小湊バスなど

### 道路
- 国道51号
- 千葉県道14号
- 東金街道

## 関連情報
- 千葉市の地名一覧